# Schismatoclada thouarsiana
Schismatoclada thouarsiana är en måreväxtart som först beskrevs av Henri Ernest Baillon, och fick sitt nu gällande namn av Anne-Marie Homolle. Schismatoclada thouarsiana ingår i släktet Schismatoclada och familjen måreväxter. Inga underarter finns listade i Catalogue of Life.